# Elaeocarpus subinteger
Elaeocarpus subinteger är en tvåhjärtbladig växtart som beskrevs av Schlechter. Elaeocarpus subinteger ingår i släktet Elaeocarpus och familjen Elaeocarpaceae. Inga underarter finns listade i Catalogue of Life.